# Hünengräber von Süd-Zhejiang
Die Hünengräber von Süd-Zhejiang bzw. „Steindachgräber“ (shipengmu) von Süd-Zhejiang (chinesisch 浙南石棚墓群, Pinyin Zhènán shípéngmù qún), befinden sich auf dem Gebiet der kreisfreien Stadt Rui’an und der Kreise Pingyang und Cangnan, die alle zur bezirksfreien Stadt Wenzhou im Süden der chinesischen Provinz Zhejiang gehören.
Im Einzelnen handelt es sich um Stätten auf dem Berg Qipan Shan 棋盘山 des Dorfes Shiyang der Großgemeinde Huangshe 篁社镇 von Rui’an, diejenigen auf dem Berg Longtou Shan 龙头山 im Dorf Chuiyang der Großgemeinde Qiancang 钱仓镇 von Pingyang sowie die auf dem Berg Tongqiao 桐桥 der Großgemeinde Qianku 钱库镇 von Cangnan.
Es wurden bereits 13 Stätten entdeckt, die zu zwei verschiedenen Grabtypen gehören. Sie gehören in die Shang- und Zhou-Zeit (17. Jh. – 256 v. Chr.). Es wurden zahlreiche als Grabbeigaben verwendete Keramiken verschiedener Gefäßformen entdeckt.
Die Hünengräber von Süd-Zhejiang stehen seit 2001 auf der Liste der Denkmäler der Volksrepublik China (5-161).